# Гумаљево
Гумаљево (мкд. Гумалево) насеље је у Северној Македонији, у северном делу државе. Гумаљево припада општини Зелениково, која окупља југоисточна предграђа Града Скопља.

## Географија
Гумаљево је смештено у северном делу Северне Македоније. Од најближег већег града, Скопља, насеље је удаљено 35 km југоисточно.
Насеље Гумаљево је у оквиру историјске области Торбешија, која се пружа јужно од Скопског поља. Насеље је смештено у долини Кадине реке, притоке Вардара. Северно од насеља се издиже планина Китка, а јужно Голешница. Надморска висина насеља је приближно 400 метара.
Месна клима је континентална.

## Становништво
Гумаљево је према последњем попису из 2002. године имало 102 становника.
Претежно становништво у насељу су Албанци (100%).
Већинска вероисповест је ислам.